# Alex Moonen
Alexander Catherina Matheus Moonen, (Heerlen, 3 mei 1983) is een Nederlands krachtsporter, ex-judoka, leraar, personal trainer en Sterkste Man van Nederland 2014, 2016, 2017 en 2018.

## Biografie
Alex Moonen begon op jonge leeftijd met judo en werd in 2002 onder andere Nederlands kampioen bij de junioren, zwaargewicht en haalde een bronzen medaille op zowel een EK als een WK, het WK in Korea. Later begon Moonen een lerarenopleiding aardrijkskunde aan de Fontys Lerarenopleiding Sittard. Deze studie onderbrak hij, waarna hij sportinstructeur werd bij Defensie (KMar) van maart 2003 tot juni 2006, waar hij ook judolessen gaf die de weerbaarheid van het personeel verhoogden. In die periode haalde Moonen twee titels: het Holstein Open en de Villanova Trophy in 2004. Hij maakte daar deel uit van de Defensie Topsport Selectie, waardoor hij judo kon combineren met zijn baan bij de Koninklijke Marechaussee. Na deze periode ging Moonen terug naar school en maakte de lerarenopleiding af en is sinds najaar 2008 leraar aardrijkskunde.
In totaal heeft Alex Moonen 7 jaar judoles gegeven, inclusief de 3 jaar bij Defensie.
Moonen ging naast zijn Sterkste Man-activiteiten door met leren, hoewel hij al leraar was, haalde hij op 4 juli 2019 een mastergraad als leraar (Master of Education) aardrijkskunde aan de Fontys lerarenopleiding Tilburg.

## Krachtsport / Sterkste Man
Als zwaargewicht judoka had Moonen een goede basis voor krachtsport en dat resulteerde in zijn debuutwedstrijd, Sterkste Man van Brunssum in 2007, waar hij tweede werd. In 2009 werd hij tweede bij de Sterkste Man van Nederland en in 2010, 2011 en 2012 derde.
Alex Moonen organiseert vaak wedstrijden in Limburg, die hij vaak ook wint of waarbij hij hoog eindigt, zoals de SMTL Overhead Challenge in 2011, het NK log lift ('boomstamtillen') 2012 en Sterkste Limburger 2012, beide in Kerkrade op 5 mei 2012. Stichting Strongest Man Team Limburg (SMTL) is tevens opgericht door Alex Moonen.
Moonen mocht eind september 2012 Nederland vertegenwoordigen bij de wedstrijd Sterkste Man van de Wereld in Los Angeles, Californië. Hij zette een gemiddeld resultaat neer in de voorrondes.
Op 21 oktober 2012 deed Alex Moonen een log lift met 185 kg. Dat was een persoonlijk record en een onofficieel Nederlands record, omdat het niet in een wedstrijd plaatsvond.

## Nederlands record
Op 4 november 2012 behaalde Moonen samen met Jarno Hams het officiële Nederlands record log lift ('boomstamtillen'), wat op 185 kg kwam te staan. Deze wedstrijd, "Push & Pull", met ook deadlift als onderdeel, was tevens door Moonen georganiseerd en vond plaats op de Vrije markt in Brunssum. Moonen won de wedstrijd; hij had nog wel tegenstand, maar niet meer van Jarno Hams, die door een rugblessure niet in staat was te deadliften.
Tijdens het NK log lift op 9 juni 2014 te Brunssum verbeterde Moonen het record log lift naar 187,5 kg.

## Statistieken 2016 (fysiek)
- Gewicht: 140-170 kg*
- Lengte: 187 cm
  - *Moonen woog van 2010 tot 2014 rond de 155 kg, met als hoogtepunt meer dan 170 kg. Moonen volgde een dieet vanaf de tweede helft van 2014 en paste zijn training aan en viel af tot ongeveer 139 kg. Om met de zwaargewichten te kunnen blijven concurreren, besloot hij dat 150–160 kg idealer was en paste hij zijn training en voeding weer iets aan, later in 2015. Dit bleef niet zonder resultaat want Moonen haalde op 9 juli 2016 voor de tweede maal de titel 'Sterkste Man van Nederland'. In januari 2020 woog Moonen weer zo'n 170 kg, wat hij met een coach wil terugbrengen naar 140 kg. Zijn nieuwe ideale seizoensgewicht (Sterkste Man-seizoen) was 160 kg geworden. Moonen wilde zonder verlies van kracht rond de 140 kg wegen in het voorjaar van 2020, wat ook lukte, echter stopte hij met wedstrijden en focuste zich meer op personal training.

## Prestaties (kleine selectie)[10]
- 2e plaats Sterkste Man van Brunssum (2007)
- 3e plaats Sterkste Man van Kampen (2008)
- Sterkste Limburger (2009)
- 2e plaats St. Ives Strongest Man (2009)
- 2e plaats Sterkste Man van Nederland - Vroomshoop (2009)
- 3e plaats Sterkste Man van Nederland - Hoofddorp - (18-07-2010)
- 3e plaats Sterkste Man van Nederland - Surhuisterveen - (16-07-2011)[11]
- STML Overhead Challenge - klasse 105+ kg - Brunssum (2011)
- Sterkste Limburger (2011)
- 3e plaats NK boomstamtillen (log lift), Kerkrade, 5 mei 2012
- Sterkste Limburger (2012) Kerkrade, 5 mei 2012
- 2e plaats Sterkste Team van Nederland (27 mei 2012) samen met Teun Moors
- 3e plaats Sterkste Man van Nederland, Kerkrade, (14 juli 2012)
- 9e plaats Savickas Classic - Biržai, Litouwen najaar 2012
- Push & Pull - Brunssum, 4 november 2012
- Sterkste Team van Nederland, Lopik, 19 mei 2013, samen met Gijs Boeijen
- 6e plaats Strongman Champions League, Tavira, Portugal, 31 juli 2013 (ondanks hamstringblessure opgelopen op 20 juli)
- 3e plaats (gedeelde plaats, eigenlijk 4e op de lijst) Strongman Championsleague, Gibraltar, 28 + 29 september 2013
- Sterkste Limburger (10 mei 2014, Kerkrade)
- Sterkste Team van Nederland, Lopik, 8 juni 2014, samen met Jarno Hams
- 3e plaats Strongman Champions League (Doetinchem, Nederland), 21 juni 2014,  (internationale circuitwedstrijd)
- Sterkste Man van Nederland, Meppel, 12 juli 2014[12]
- 8e plaats Strongman Champions League, 2-3 augustus 2014, Polen (internationaal circuitevenement met een (per editie deels wisselend) zeer sterk deelnemersveld) totaal: 12 deelnemers uit allerlei landen
- , Sterkste Limburger (22 augustus 2015, Kerkrade) (6e keer)
- 3e plaats, Strongman Champions League, 5 + 6 december 2015, Antalya, Turkije. In de laatste van vijftien wedstrijden in verschillende landen zette Moonen zijn beste prestatie neer door 3e te worden, waarbij hij het de overall-kampioen van 2015 Krzysztof Radzikowski nog moeilijk maakte.
- Sterkste Man van Nederland, Zwolle, bij de IJsselhallen buiten (9 juli 2016)
- Push & Pull - Brunssum, 23 april 2017, totaal 530 kg: 170 kg log + 360 kg deadlift (18 deelnemers)
- 3e plaats, Strongman Champions League Holland, 17 juni 2016, Lichtenvoorde, internationale circuitwedstrijd
- Sterkste Man van Nederland, 16 juli 2017 Marktplein, Hengelo
- Sterkste Man van Nederland, 30 juni 2018, Schinveld, Limburg (4e titel)
- 5e plaats Finale Strongman Champions League, Mexico, 10 november 2018 (zie: 2014 en verder)
- Strongman Champions League, "Holland", 15 juni 2019, Schinveld. Eerste keer dat een Nederlander de eerste plaats haalde in deze circuitwedstrijd.
- Sterkste Team van Nederland, 17 augustus 2019, Vaals. Samen met George Sulaiman (zoon van Simon Sulaiman).

## Sterkste Limburger en Sterkste Man van de Wereld in China
Al jaren was Alex Moonen de titelhouder van Sterkste Limburger. Zaterdag 3 juli 2013 kon hij deze titel niet verdedigen vanwege een ingescheurde hamstring, opgelopen bij de wedstrijd Sterkste Man van Nederland. De 22-jarige Enzo Tauro uit Brunssum won de titel. Tweede werd Teun Moors. In 2015 werd Moonen voor de 6e maal Sterkste Limburger.
Ook deed Moonen mee aan de Sterkste Man van de Wereld in China, eind augustus 2013. Moonen wilde voldoende herstellen om daar mee te kunnen doen. Moonen kwam niet door de voorrondes heen. Hij was echter wel de enige die Nederland wilde en/of kon vertegenwoordigen in 2013, van de top 10 van sterke mannen. In 2012 deed Moonen ook al mee aan de Sterkste Man van de Wereld, omdat de nummers 1 en 2 van Nederland niet wilden of konden. Ook daar bleef het bij de voorrondes, hoewel Moonen wel een aantal persoonlijke records haalde.

## Wereldkampioenschaplog lift
Moonen deed zaterdag 19 oktober 2013 mee aan het WK log lift te Vilnius, Litouwen. Wegens griepachtige verschijnselen haalde Moonen een lage score.

## 2014-2019
Na in 2014 zowel Sterkste Man van Nederland te zijn geworden, werd hij samen met Jarno Hams ook Sterkste Team van Nederland en werd Moonen ook eerste bij de wedstrijd Sterkste Limburger.
In 2015 zat er geen titelverdediging in bij de Sterkste Man van Nederland. Wel won Moonen op 22 augustus 2015 voor de zesde keer de titel Sterkste Man van Limburg.
Op 9 juli 2016 won Moonen, net als in 2014 het evenement Sterkste Man van Nederland, op een terrein bij de IJsselhallen in Zwolle. De kampioen van 2015, Jitse Kramer, liet hij achter zich met een tweede plaats. In 2017 en 2018 won Moonen opnieuw de titel.
De Strongman Champions League, een internationale circuitwedstrijd werd op 17 juli 2017 in Lichtenvoorde, Nederland, gehouden. Moonen werd derde, een plaats die hij vaak bereikt bij deze wedstrijden die steeds in een ander land plaatsvinden. Twee Polen werden respectievelijk eerste en tweede. Moonen gebruikt de bezoeken aan verschillende landen, voor de wedstrijden, om ook meer over de cultuur van het land te leren en gebruikt dit in zijn lessen als aardrijkskundelaar.
Op en voor 10 november 2018 vond de finale van de Strong Man Champions League 2018 plaats in Mexico. Moonen deed vrijwel het hele jaar mee en reisde een weekend per maand naar een ander land. Tijdens de finale stond hij op de vijfde plaats met nog een onderdeel te gaan. Hij had echter een hamstringblessure opgelopen tijdens de wedstrijd en kon eigenlijk niet meer gaan voor een vierde plaats. Moonen deed het laatste onderdeel wel mee, op een iets rustiger niveau, om in ieder geval zijn vijfde plaats te behouden en dat lukte. Op 15 juni 2019 vond de circuitwedstrijd plaats in Schinveld, Nederland, waar Moonen als eerste Nederlander eerste werd bij deze circuitwedstrijd, die al jaren draait over de hele wereld. Kelvin de Ruiter werd verrassend tweede. Op 7 juli vond de Sterkste Man van Nederland plaats, waar Moonen niet aan kon meedoen, wegens schouderproblemen. Hij heeft na medische ingrepen zijn arm te veel geforceerd. Dit leverde wel de eerste Nederlandse titel op in de Champions League, echter kon Moonen zijn titel niet verdedigen. De eerste keer in 10 jaar kan hij aan een belangrijk evenement niet meedoen, precies zijn titelverdediging.

## 2020
In 2020 is Moonen naast zijn werk als aardrijkskundeleraar en zijn eigen krachttraining, personal trainer voor krachtsporters en vechtsporters. Zelf heeft Moonen ook een soort coach, op het gebied van voeding. Vanwege zijn leeftijd, wilde Moonen zijn gewicht (170 kg, begin januari 2020) terugbrengen naar 140 kg,  zonder krachtverlies, wat ook lukte. Door de coronapandemie verliep zijn start als personal trainer niet zoals gehoopt. In 2022 herstelde dit zich weer.